# اژیکا
اژیکا (به لاتین: Egica)، یکی از پادشاهان ویزیگوتی اسپانیا بود که بعد از ارویگ از سال ۶۸۷ تا ۷۰۰ میلادی بر اسپانیا حکومت می‌کرد.

## آشوب یهودیان
در عصر سیزبرت، یهودیان دو گزینه پیش رو داشتند: یا بالاجبار مسیحی می‌شدند، یا اینکه اموالشان ضبط و مصادره می‌شد و خودشان تبعید می‌شدند. پس به اکراه و به دروغ در سال ۶۱۶ میلادی مسیحی شدند. اما آزار و اذیت آنها تمامی نداشت؛ تا اینکه به فکر انقلاب و شورش افتادند و با یهودیان مغرب ارتباط برقرار کردند. اما پیش از اینکه اقدامی انجام دهند، توطئه‌شان در زمان اژیکا شناسایی و خنثی شد. اژیکا پس از خنثی‌سازی توطئه، فرمان داد که یهودیان به شدت تحت نظر و فشار قرار بگیرند؛ که این فرمان وی مورد تأیید کشیشان قرار گرفت. پس آزار و اذیت یهودیان افزایش یافت، و آنها روز به روز بیشتر از جامعه طرد می‌شدند.

## تبعید تئودوفرد
همزمان با دوران حکومت وی، علاوه بر یهودیان، مخالفان زیادی وجود داشت که درصدد براندازی حکومت او بودند. یکی از آنها، تئودوفرد بود که اژیکا دستور تبعید وی به قرطبه و میل کشیدن بروی چشمانش را داد.